# Stella di classe O V

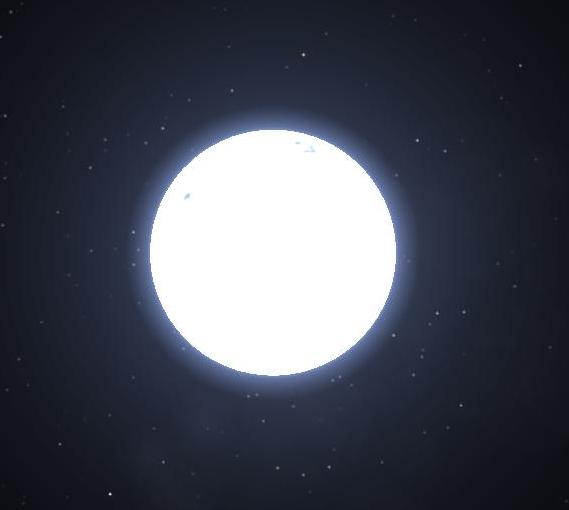
10 Lacertae, una rara stella di classe O V.

Una stella di classe O V (o stella blu di sequenza principale o stella O V, in passato nana blu) è una stella di sequenza principale (ovvero che nel proprio nucleo fonde l'idrogeno in elio) di classe spettrale O e classe di luminosità V (5 in numeri romani).
Tali stelle hanno una massa che va da 15 a 90 M⊙, con temperature superficiali comprese tra 30000 e 52000 K. Le loro luminosità sono comprese tra 30000 e 1000000 L⊙.
Le stelle di classe O V sono estremamente rare: si ritiene che nella nostra galassia, la Via Lattea, il loro numero ammonti a non più di 20 000, su un totale di circa 200 miliardi di stelle.
Esempi di questa categoria stellare sono σ Orionis A e 10 Lacertae.

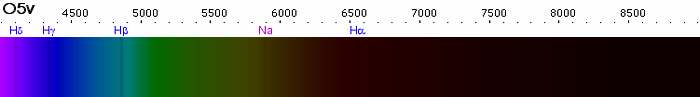
Lo spettro di una stella di classe O5 V.